# Tankens anatomi
|  | Denne artikel er oprettet af botten PalnaBot ud fra en ekstern database. Den kan derfor have sproglige fejl eller mangler. Denne skabelon kan fjernes efter kontrol af indholdet. |

Tankens anatomi er en dokumentarfilm instrueret af Dola Bonfils efter eget manuskript.
Peter Lund Madsen er blandt de medvirkende, der tæller flere forskere.

## Handling
Mennesket har altid interesseret sig for, hvordan vores hjerne udfører sine fantastiske intellektuelle og kreative bedrifter, men først i de senere år har vi faktisk kunnet iagttage den i arbejde. »Tankens anatomi« er en slags situationsrapport fra det netværk af forskningsmiljøer, der i dag samarbejder omkring de moderne billedscanningsmetoder. I den videnskabelige hverdag forskes der i den normale, levende hjerne for bedre at kunne forstå dens udvikling fra foster til alderdommen, og for at kunne sætte ind over for hjernens sygdomme: Alzheimer, demens, blodpropper, sklerose etc. Det er videnskabens praksis og dynamik, der undersøges i filmen, og - oftere end der gives svar - stilles der i de mange diskussioner forskerne imellem store spørgsmål til emner som sansning, erindring, den frie vilje, selverkendelse, drømme og ubevidste fænomener.